# 胡塔 (傑拉日尼亞市鎮)
胡塔（烏克蘭語：Гута）是位於烏克蘭西部的村莊，由赫梅利尼茨基州裡赫梅利尼茨基區的傑拉日尼亞市鎮負責管轄。該村始建於1478年，面積0.59平方公里，海拔高度345米，2001年人口104，人口密度每平方公里176.6人。